# 东方红人造卫星系列
东方红，是中华人民共和国始于1970年的人造卫星计划。该系列的卫星在近地轨道或地球同步轨道上执行了多项任务：测试、远程遥感、无线通讯、气象观测和科学研究。
1970年4月24日，中国第一颗人造地球卫星发射成功后，即提出了“三星一船”的发展规划。通讯卫星原定由“长征二号加常规液体发动机三子级”（长征四号）来运载，後改為“长征二号加低溫液体发动机三子级”（长征三号）。1974年5月19日，周恩来总理批转了邮电部3名青年职工（邮电部机关的黄仲玉，邮电科学研究院办公室秘书林克平，北京邮电学院教师钟义信）要求尽快发射通讯卫星的信《关于建设我国卫星通信的建议》，即“5·19”批示：“先将卫星通信的制造、协作和使用方针定下，然后再按计划分工做出规划，督促进行”。副总理李先念在周恩来的这个批示后，批给余秋里。余秋里召开国家计委、国防科委、邮电部、七机部、国家广播事业局有关领导的会议，对通信卫星有关问题进行了会商，成立了相应的几个小组。国家计委、国防科委联合起草了《关于发展我国通信卫星问题的报告》1975年3月30日，中央军委常委会讨论了《关于发展我国通信卫星问题的报告》并上报中央。次日毛泽东圈阅此报告。中国通信卫星项目因而称为“331工程”。

## 系列中的卫星
- 东方红一号
- 东方红二号1984年4月8日19時20分发射。4月16日18时27分57秒定点在东经125度的赤道上空。4月17日18时开始电视信号转播试验获得成功。1984年5月14日，正式交付使用。
- 东方红三号
- 东方红四号
- 东方红五号[2][3]